# 麗江府

雲南省の麗江府の位置（1820年）

麗江府（れいこうふ）は、中国にかつて存在した府。明代から民国初年にかけて、現在の雲南省麗江市一帯に設置された。

## 概要
1271年（至元8年）、元により茶罕章宣慰司が置かれた。1276年（至元13年）、茶罕章宣慰司は麗江路軍民総管府と改められた。1285年（至元22年）、麗江路軍民総管府は麗江路軍民宣撫司と改められた。麗江路軍民宣撫司は雲南等処行中書省に属し、北勝府と順州・永寧州・蒗蕖州・通安州・宝山州・巨津州・蘭州の7州を管轄した。
1382年（洪武15年）、明により麗江路軍民宣撫司は麗江府と改められた。1397年（洪武30年）、麗江府は麗江軍民府と改められた。麗江軍民府は雲南省に属し、通安州・宝山州・巨津州・蘭州の4州を管轄した。麗江木氏が土司として知府を世襲した。
1659年（順治16年）、清により麗江軍民府は麗江土府と改められた。1723年（雍正元年）、改土帰流により木氏は土知府から土通判に降格し、麗江土府は流官の統治する麗江府と改められた。麗江府は雲南省に属し、麗江県・鶴慶州・剣川州・中甸庁・維西庁の2庁2州1県を管轄した。
1913年、中華民国により麗江府は廃止された。